# Estación Canales
Estación Canales är en ort i Mexiko.   Den ligger i kommunen Río Bravo och delstaten Tamaulipas, i den östra delen av landet, 700 km norr om huvudstaden Mexico City. Estación Canales ligger 32 meter över havet och antalet invånare är 112.
Terrängen runt Estación Canales är mycket platt. Runt Estación Canales är det ganska tätbefolkat, med 83 invånare per kvadratkilometer. Närmaste större samhälle är Río Bravo, 13,9 km väster om Estación Canales. Trakten runt Estación Canales består till största delen av jordbruksmark.